# 阿蘇国造
阿蘇国造（あそのくにのみやつこ、あそこくぞう）は、のちに肥後国の一部となる地域（阿蘇国）を支配した国造である。

## 概要

### 祖先
- 『先代旧事本紀』「国造本紀」によれば、崇神天皇（第10代天皇）の時代に、火国造と同祖で神八井耳命（神武天皇（初代天皇）の皇子）の孫の速瓶玉命が初代阿蘇国造に任じられたという。
- 速瓶玉命は、その父健磐龍命の意志を継ぎ、農耕を広めて畜産・植林等にも力を尽くしたという[2]。

### 氏族
阿蘇氏（あそうじ、姓は君）。多氏などとは同祖である。

## 本拠
のちの肥後国阿蘇郡阿蘇郷。現在の熊本県阿蘇市一の宮町宮地・手野。なお阿蘇郡の郡衙の場所は不明であるが、『肥後国風土記』によれば、阿蘇神社からみて西方に位置したという。
なお、「阿蘇」の名を持つ自治体としては、かつては阿蘇町が、現在は阿蘇市が存在する。

### 支配領域
阿蘇国造の支配領域は当時阿蘇国と呼ばれていた地域である。阿蘇国はのちの阿蘇郡をさす。
また、『筑紫風土記』には「閼宗県（あそ の あがた）」という県（あがた）が記載されており、これは阿蘇国にあったと考えられる。
「阿蘇」という地名の由来は、『日本書紀』によれば、阿蘇国造の祖先でもある阿蘇都彦・阿蘇都媛という2神がいたことであるという。阿蘇の語源（「阿蘇ペディア」内）も参照。
火国、阿蘇国、葦北国、末羅国、葛津国、筑志米多国などは火国（肥国）と呼ばれた。これはのちに令制国の整備に伴い肥前国と肥後国に分割され、かつての阿蘇国の範囲は肥後国の一部となった。

## 氏神
肥後国一宮の阿蘇神社。熊本県阿蘇市一の宮町宮地にある神社で、初代阿蘇国造の速瓶玉命の父である健磐龍命を主祭神とする。孝霊天皇9年6月に速瓶玉命に勅して健磐龍命をまつらせたのが創始であるという。

### 関連神社
- 国造神社
熊本県阿蘇市一の宮町手野にある神社。初代阿蘇国造の速瓶玉命を主祭神とする。崇神天皇18年の創建と伝えられる[2]。速瓶玉命が景行天皇（第12代天皇）の勅命により修理・再建したとされる[5]。

### 墓
- 上御倉（かみのおくら[6]/かみおぐら[5]/かみみくら[7]）
阿蘇市一の宮町手野にある古墳。墳丘直径33メートル[5]。6世紀の築造で、主体部は横穴式石室[8]。上記国造神社のすぐそばにあり[6]、その主祭神である速瓶玉命（初代阿蘇国造）の墓とされる[5]。
- 中通古墳群（なかどおりこふんぐん）
阿蘇市一の宮町中通にある古墳群。4世紀後半に発生し[9]、5世紀から6世紀にかけて造営された[10]。明治期の調査によれば14基以上の古墳があったとされる[10]。阿蘇氏（阿蘇国造の氏族）一族の墓であろうと考えられている[10]。
  - 長目塚（ながめづか。永目塚とも[4]。）
中通古墳群中にある前方後円墳。墳長は111.5メートルで、熊本県最大である[9]。阿蘇国造の墳墓と称されている[4]。前方部は河川改修のために削り取られ、全長が50メートル程無くなってしまった[6]。

## 子孫
- 阿蘇氏（あそうじ）
阿蘇国造の氏族としての阿蘇氏とは同族関係にある。

## 偽系図・「異本阿蘇系図」
昭和31年（1956年）、田中卓は阿蘇氏の系図を求めて宮地の阿蘇家を訪ねた。阿蘇氏から提供されたのは「中田憲信所贈」と記された「異本阿蘇系図」というものであった。田中はこれを江戸中期以降に成立したものと考えたが、実際は明治期に中田憲信によって作成されたものであった。その系図の内容は、「武五百建命（健磐龍命）を祖として、一方は科野国造から諏訪大社の大祝家と繋がり、一方は阿蘇国造速瓶玉命を祖として阿蘇大宮司家に繋がるものであるが、その間には「評督」から「郡擬大領」と評から郡に行政区分が移ったこと、「宇治」という姓を与えられたこと、「阿蘇宮司」に任ぜられていることなど、古代律令制の中の阿蘇氏の地位や阿蘇宮司の始まり、なぜ中世に大宮司家が「宇治」を称するかなどの回答が全て盛り込まれていた。
元来、阿蘇氏の系図は、『続群書類従』に収録されていた。これは、鎌倉時代における伝説上の祖・惟人から阿蘇惟光、阿蘇惟善まで、惟善の子・阿蘇友貞の時代までに伝わっていた所伝を記録していた「阿蘇継図」に、神武天皇から惟人までの神系図を加えた系図が友貞の子・阿蘇友隆の時代までに成立し、貞享年間に丸山可澄が書写したものである。
しかし、『続群書類従』収録の阿蘇氏系図が成立するまでに、異本系図はとくに知られない。異本系図のように詳細な系図があれば、阿蘇氏の系図が作成される際に採用されないはずがなく、中世阿蘇文書の中にも異本系図を匂わせるような記述は見られない。この異本系の中には「中田憲信贈」・「中田憲信編」という注記が見られることが注目されるが、それは、この現存の異本系図が外部から提供されたものであったことを表す。
昭和58年（1983年）には、飯田瑞穂が「古いところで、国造→郡督→大領という肩書きの変遷を示す例がいくつか目にとまった」と述べ、「系図作成の専門家はいつの世にもあり、このやうな背景があったと考へることはさほど見当違ひではあるまい。鈴木真年など、国学者で、その世界に名を売った者もある。国造→郡督→大領という変遷は、それらの人々の知識・理解の反映であった可能性があろう」と暗に異本系図が偽系図であることを指摘するという見方がある。
また、平成8年（1996年）には、村崎真智子が異本阿蘇系図の信憑性を否定した。村崎は異本系の阿蘇系図の分類、系統によって、異本系に阿蘇系図の原点は明治初期の中田憲信本に始まることを明らかにして、また一部に類似する部分を持つ異本阿蘇系図と諏訪の「神氏系図」の関連所論について紹介している。この神氏系図とされるものは、明治17年（1884年）に諏訪大社上社の旧大祝家で見出されたというもので、『修補諏訪氏系図』の補記、武居幸重の「阿蘇氏系図一件」、宮地直一の『諏訪史』などから、村崎は諏訪大社宮司の飯田武郷が文案を作り、中田憲信が系図としたと結論づけざるを得ないとした。すなわち、異本阿蘇系図の中の阿蘇国造家・科野国造家の系図には後世の偽作があり、これに飯田と中田が関わっていたとする。
飯田と中田、それに中田と鈴木真年は、『和学総覧』を勘案すれば、国学者である平田銕胤の門下生であった。彼ら国学者にとって、郡評の歴史や関係は『新編常陸国誌』など周知の知識であった。飯田、中田、鈴木は、偽作した系図を疑う者が現れることを警戒した。そのため、偽作した系図に「国造→郡督→大領という肩書きの変遷を示す例」を注記することで、系図の信憑性が高まると考えた。実際に、異本阿蘇系図を発見した田中は、慎重に系図を検討して、さらに江戸時代末期の国学者が「評」に関する知識を持っていたことをも知りながら、「全く偽作できないわけではないが、そこまで疑う必要もなかろう」と異本系図の内容を楽観的に判断した。
八代市立博物館長や熊本県文化財保護審議会会長を務めた阿蘇品保夫は、中田が利用した阿蘇氏という存在の「歴史的評価の大きさ」を強調し、阿蘇氏の系図の中で信用できるのは阿蘇惟宣以降であり、「中田らが偽作した系図程度で阿蘇氏の尊貴性は保障されるものではない」とした。この阿蘇品見解については、具体的に村崎との応答を踏まえた反論「村崎真智子氏論考「異本阿蘇氏系図試論」等を読む」もなされている。
間枝遼太郎は、『阿蘇氏略系図』に記された阿蘇氏と科野国造氏が同族であるという説や、「評督」といった役職の時代的整合性は先人たちの歴史学的検討によって既に否定されたとし、その上で『阿蘇氏略系図』が古代の歴史的事実を明らかにする力は持たない系図であると証明した。